# SS Eastland
La SS Eastland è stata una nave passeggeri di stanza a Chicago usata per giri turistici sul fiume Chicago. Il 24 luglio 1915, la nave si ribaltò su un fianco mentre era ormeggiata a un molo lungo il fiume. Nel naufragio morirono 848 persone tra passeggeri e membri dell'equipaggio in quello che fu il più grave disastro lacustre, di una singola nave, sui Grandi Laghi.
Dopo il disastro, la "Eastland" fu recuperata e venduta alla Marina degli Stati Uniti. Dopo i restauri e le modifiche, divenne una cannoniera ribattezzata USS "Wilmette". Fu utilizzata principalmente come nave da addestramento sui Grandi Laghi e fu demolita dopo la seconda guerra mondiale.

## Costruzione
La nave fu commissionata nel 1902 dalla Michigan Steamship Company e costruita dalla Jenks Ship Building Company di Port Huron nel Michigan, e le fu dato il nome nel maggio 1903, appena prima del viaggio inaugurale.

## Storia

### Primi problemi
Dopo la costruzione, venne scoperto che la nave aveva dei difetti di progettazione, per via dei quali tendeva a inclinarsi su un lato. La nave aveva un baricentro elevato, il che divenne evidente quando i passeggeri si radunavano in massa sui ponti superiori. Nel luglio del 1903, a seguito di sovraffollamento, la nave iniziò ad imbarcare acqua. La situazione fu rapidamente corretta, ma questo fu il primo di numerosi incidenti. Più tardi, nello stesso mese, la poppa della nave fu danneggiata mentre veniva trainata dal rimorchiatore George W. Gardner. Durante l'agosto del 1906, si verificò un altro episodio di perdita di stabilità che portò alla presentazione di denunce contro la Chicago-South Haven Line che aveva acquistato la nave all'inizio di quell'anno.

### Ammutinamento
Il 14 agosto 1903, durante una crociera da Chicago a South Haven, sei dei fuochisti della nave rifiutarono di alimentare il fuoco della caldaia. Sostenevano di non aver ricevuto le patate per un pasto. Quando si rifiutarono di tornare al lavoro, il capitano John Pereue ordinò il loro arresto sotto la minaccia di una pistola. I fuochisti George Lippen e Benjamin Myers, che non facevano parte del gruppo dei sei, alimentarono la caldaia finché la nave non raggiunse il porto. All'arrivo della nave a South Haven, i sei uomini - Glenn Watson, Mike Davern, Frank La Plarte, Edward Fleming, Mike Smith e William Madden - furono portati nella prigione cittadina e accusati di ammutinamento. Poco dopo, il Capitano Pereue fu sostituito.

### Disastro dellaEastland
Il 24 luglio 1915, la Eastland e altre quattro navi passeggeri dei Grandi Laghi, Theodore Roosevelt, Petoskey, Racine e Rochester, vennero noleggiate per portare i dipendenti della Western Electric da Cicero a Michigan City per un picnic. Questo era un evento importante nella vita degli operai, molti dei quali non potevano permettersi delle vacanze. Molti dei passeggeri della "Eastland" erano immigrati ceco-americani di Cicero e 220 di loro perirono.
Durante il 1915, era stato approvato il nuovo Seamen's Act federale a seguito del naufragio del RMS Titanic tre anni prima. La legge richiedeva la dotazione di un adeguato numero di scialuppe di salvataggio su ogni nave passeggeri e quindi anche sulla "Eastland". Questo peso aggiuntivo rese la nave più pericolosa rendendola ancora più pesante. Alcuni sostennero che altre navi dei Grandi Laghi avrebbero sofferto dello stesso problema. Ciò nondimeno, la legge venne firmata dal presidente Woodrow Wilson. La Eastland era già così pesante che le vennero ingiunte restrizioni speciali riguardo al numero di passeggeri che potevano essere trasportati. In precedenza, nel giugno 1914, aveva cambiato di nuovo proprietà, questa volta acquistata dalla St. Joseph e dalla Chicago Steamship Company, con il capitano Harry Pedersen nominato comandante della nave.
La mattina del 24 luglio, i passeggeri iniziarono l'imbarco sulla "Eastland" ormeggiata sulla sponda sud del fiume Chicago tra Clark Street e LaSalle Street, intorno alle 6:30, e alle 7:10 era stata raggiunta la capacità massima di 2.572 passeggeri. La nave era gremita, con molti passeggeri in piedi sui ponti superiori all'aperto, e cominciò ad inclinarsi leggermente a babordo (lontano dal pontile). L'equipaggio tentò di stabilizzare la nave immettendo acqua nei serbatoi di zavorra ma con scarso successo. A un certo punto durante i successivi 15 minuti, un certo numero di passeggeri si precipitò verso la fiancata di babordo, e alle 7:28 la "Eastland" si piegò bruscamente verso babordo, arrivando a posarsi sul fondo del fiume, che era a soli 6 metri sotto la superficie dell'acqua. Molti altri passeggeri si erano già spostati sottocoperta in quella mattina relativamente fresca e umida per riscaldarsi prima della partenza. Di conseguenza, centinaia di persone rimasero intrappolate dentro la nave a causa dall'improvviso ribaltamento. Alcuni vennero schiacciati da mobili pesanti, tra cui pianoforti, librerie e tavoli. Sebbene la nave fosse a soli 6 metri dalla banchina e nonostante la rapida risposta dell'equipaggio di una nave vicina, la "Kenosha", che si trovava a fianco dello scafo per consentire alle persone bloccate sulla nave capovolta di mettersi in salvo, un totale di 844 passeggeri e quattro membri dell'equipaggio morirono nel disastro.
I corpi delle vittime furono portati in diversi obitori temporanei creati nell'area per l'identificazione. Entro il pomeriggio, i rimanenti corpi non identificati furono posti nell'Armeria del 2º Reggimento, sul sito che successivamente venne trasformato negli Harpo Studios, ma da allora demoliti per fare spazio a una nuova sede della società McDonald's.
Una delle persone che avrebbero dovuto partire con la "Eastland" era George Halas ed aveva vent'anni. Era un giocatore di football americano, che era giunto in ritardo alla partenza, soltanto dopo il ribaltamento della nave. Il suo nome venne inserito sui giornali nell'elenco dei deceduti, ma quando i suoi compagni si recarono a casa sua, per le condoglianze, lo trovarono sano e salvo. Halas sarebbe poi diventato allenatore e proprietario dei Chicago Bears e membro fondatore della National Football League. Il suo amico e futuro amministratore dei Bears Ralph Brizzolara e suo fratello erano nella Eastland quando si capovolse, ma riuscirono a mettersi in salvo attraverso gli oblò. Nonostante le storie controverse, nessuna prova attendibile indica che Jack Benny era a bordo della Eastland o fosse prenotato per partecipare all'escursione. Probabilmente venne scritto così poiché la "Eastland" era una nave da addestramento durante la prima guerra mondiale e Benny ricevette la sua formazione militare nella base navale dei Grandi Laghi, dove si trovava la "Eastland".
Il primo filmato noto degli sforzi di recupero venne scoperto e poi pubblicato all'inizio del 2015 da uno studente dell'Università dell'Illinois a Chicago
Marion Eichholz, l'ultimo sopravvissuto al naufragio, morì il 24 novembre 2014 all'età di 102 anni.

### Il disastro dellaEastlande i media
Lo scrittore Jack Woodford fu testimone del disastro e fornì un resoconto di prima mano all '"Herald and Examiner", un giornale di Chicago. Nella sua autobiografia, Woodford scrisse:
(Jack Woodford)
I giornali giocarono un ruolo significativo, non solo pubblicizzando il disastro della "Eastland", ma anche creando la memoria pubblica della catastrofe. Lo scopo del pubblico, delle associazioni politiche e commerciali era quello di influenzare i giornali inducendoli a pubblicare articoli che mettessero in risalto di chi era la colpa del disastro e perché la "Eastland" si era capovolta. Di conseguenza, gli articoli influenzarono l'andamento dei procedimenti giudiziari e contribuirono ad una controversia tra Western Electric Company e alcuni dei suoi lavoratori in merito a come la società aveva risposto alla catastrofe.
Carl Sandburg, poi più noto come giornalista che come poeta, scrisse un racconto infastidito accusando i legislatori di ignorare i problemi di sicurezza e affermò che molti dei lavoratori erano presenti per ordini della società per partecipare ad un picnic organizzato dalla stessa. Sandburg scrisse anche un poema, "The Eastland", che metteva a confronto il disastro con i maltrattamenti e la cattiva salute delle classi inferiori in quel periodo. Dopo aver elencato per primi gli orrendi assassini del disastro, esaminò i lenti e orribili assassini della povertà estrema. Sandburg concluse confrontando i due: "Vedo una dozzina di Eastlands/Ogni mattina sulla mia strada verso il lavoro/E una dozzina di più andando a casa la sera." Il poema era troppo duro per essere pubblicato quando fu composto, ma fu pubblicato nel 1993 come parte di una raccolta di poesie.

#### Indagine e incriminazioni
Un grand jury incriminò il presidente e altri tre ufficiali della compagnia di navigazione a vapore per omicidio colposo e il capitano e un ingegnere della nave per negligenza criminale, e scoprì che il disastro era stato causato da "condizioni di instabilità" dovute ad uno o più di questi elementi: sovraccarico di passeggeri, uso inadeguato delle zavorra dell'acqua o cattiva costruzione della nave.
Furono organizzate udienze federali di estradizione per costringere i sei uomini incriminati a venire dal Michigan all'Illinois per subire un processo. Durante le udienze, il principale testimone Sidney Jenks, presidente della compagnia di costruzione navale che aveva costruito la "Eastland", testimoniò che i suoi primi proprietari volevano una nave veloce per trasportare frutta, ed egli ne progettò una capace di fare 38 km. all'ora e che potesse trasportare 500 passeggeri. Il difensore Clarence Darrow gli chiese se si fosse mai preoccupato della conversione della nave in un piroscafo con una capacità di 2.500 o più passeggeri. Jenks rispose: "Non avevo modo di conoscere i suoi affari dopo che aveva lasciato i nostri cantieri ... No, non mi preoccupavo per la Eastland". Jenks testimoniò che un vero test di stabilità della nave non era mai stato fatto e affermò che dopo essersi inclinata di 45° al varo, "si raddrizzò dritta come una chiesa, dimostrando in modo soddisfacente la sua stabilità".
La corte rifiutò l'estradizione, ritenendo che le prove fossero troppo deboli, con "appena una scintilla di prova", per stabilire una probabile causa da imputare ai sei accusati. La corte ragionò che i quattro ufficiali della compagnia non erano a bordo della nave, e che ogni atto accusatorio contro il capitano e l'ingegnere era fatto nel normale corso degli affari, "più coerente con l'innocenza che con la colpa". La corte motivò anche che la Eastland aveva trasportato migliaia di persone per tanti anni", e che per questo motivo nessuno poteva dire che le parti accusate fossero in grado di ritenere che la nave non fosse in grado di navigare.

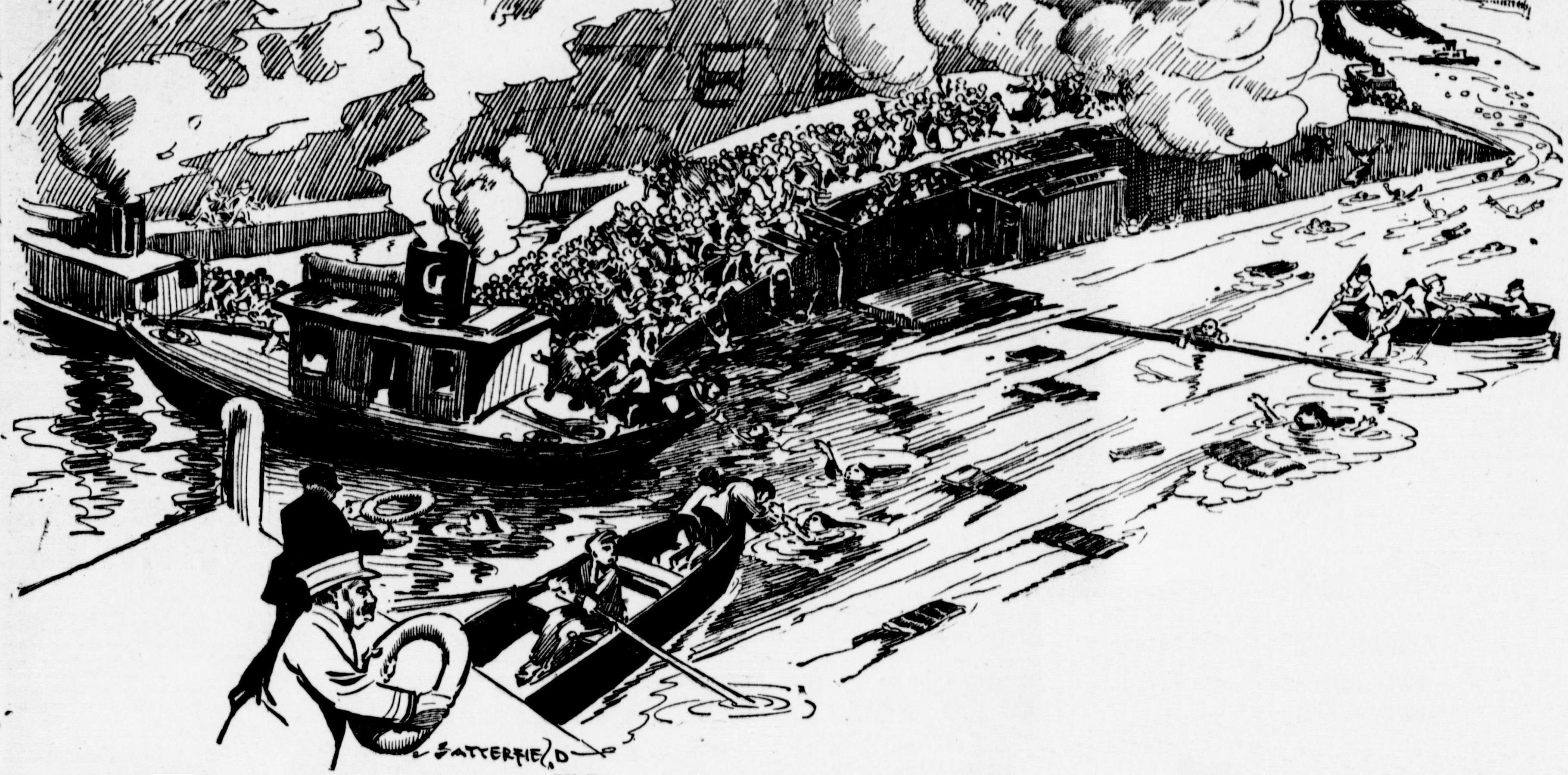
Il disegnatore Bob Satterfield assistette al capovolgimento dal Clark Street Bridge, e ne fece un disegno
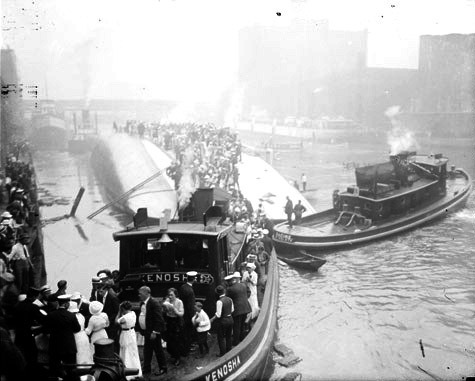
Passeggeri estratti dallo scafo dell'"Eastland" da un rimorchiatore.
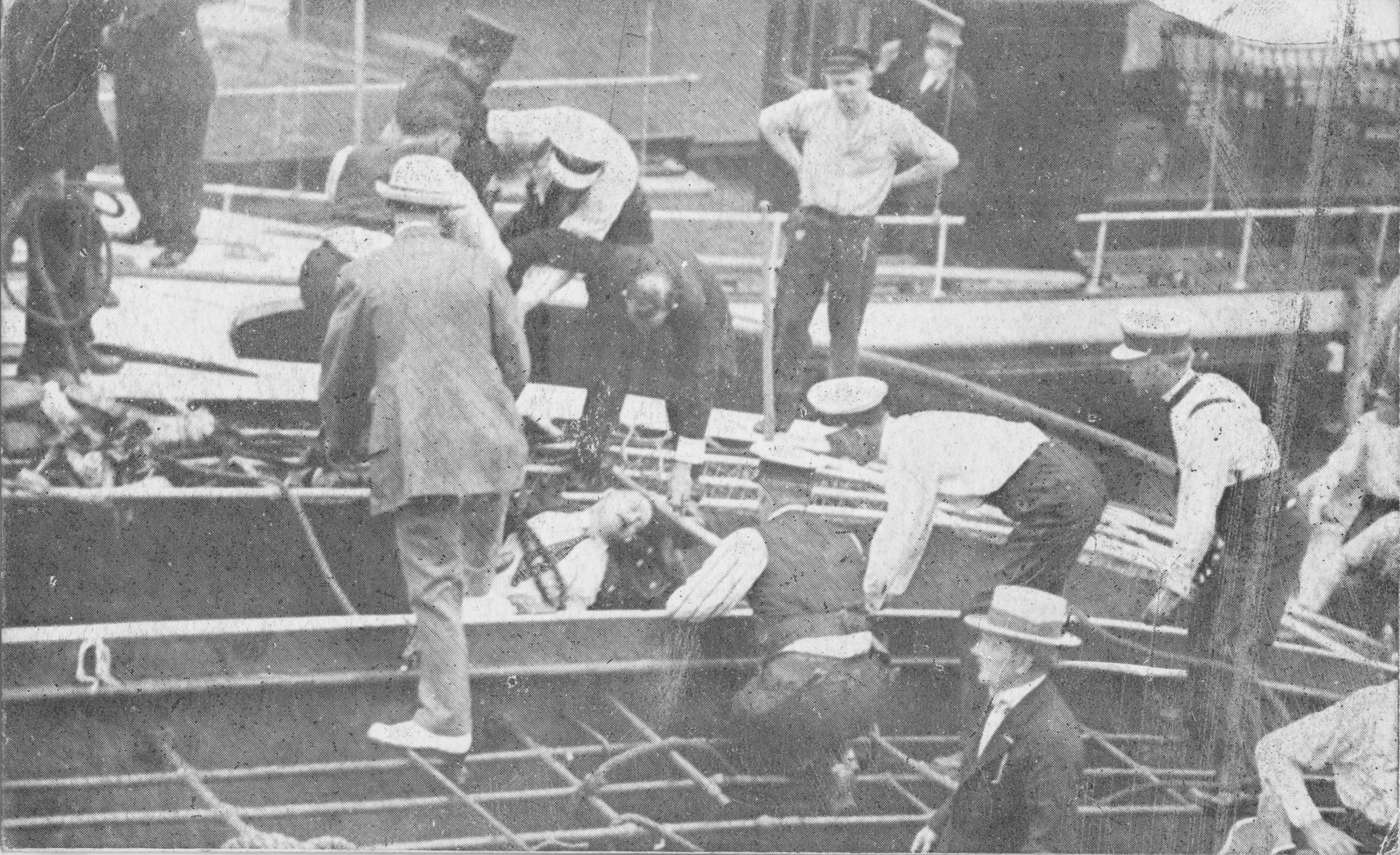
Vittime recuperate dalla Eastland
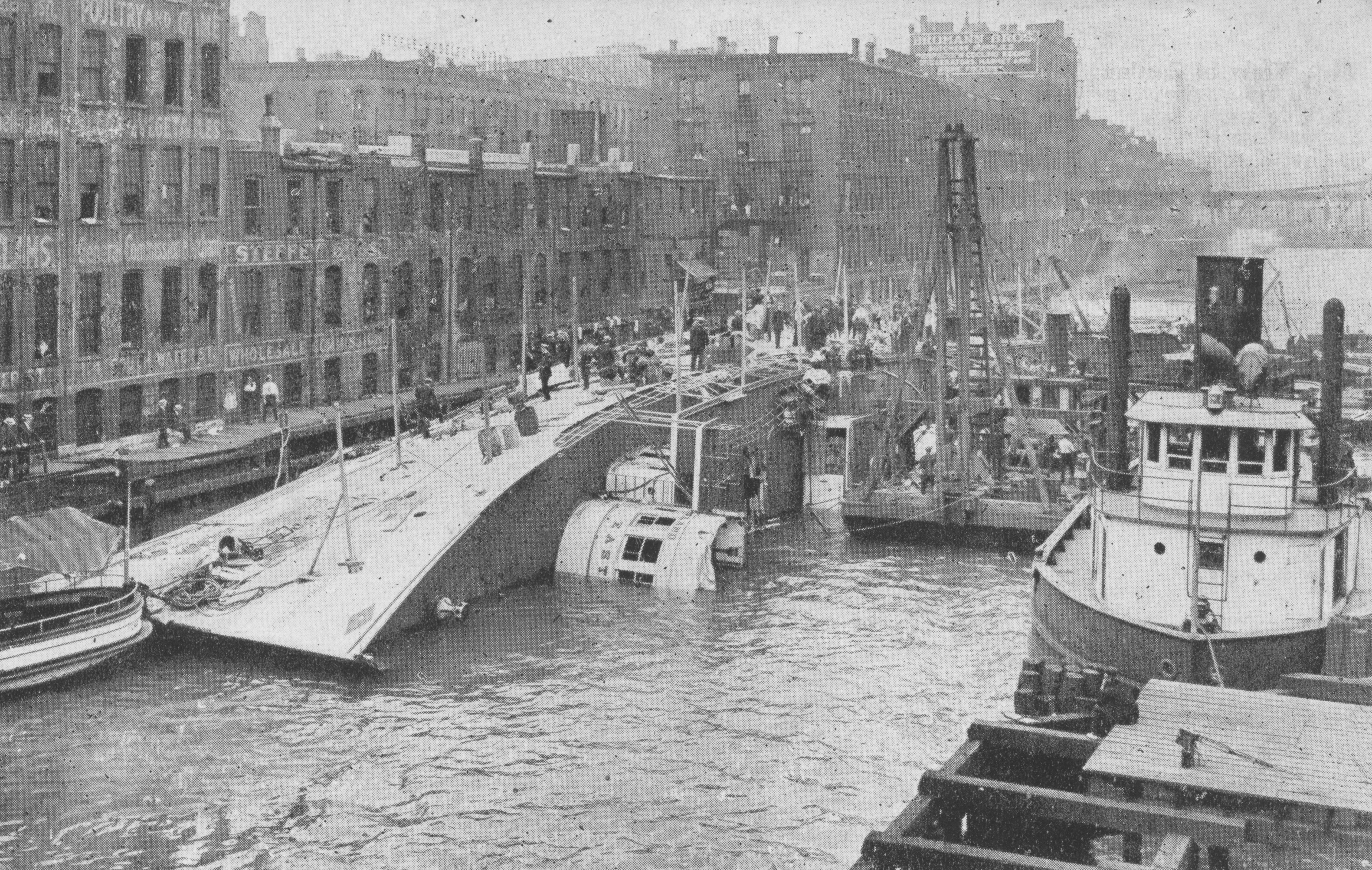
Vista della "Eastland" dal rimorchiatore.
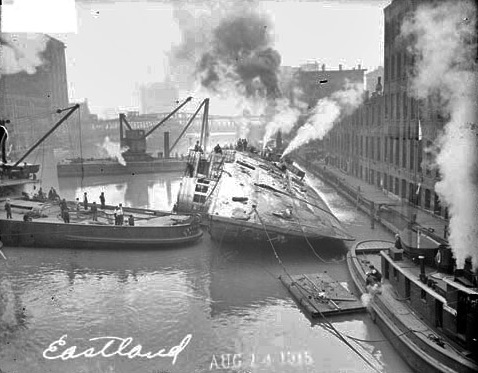
La Eastland raddrizzata dopo il disastro.